# Huetter
Huetter es una ciudad ubicada en el condado de Kootenai en el estado estadounidense de Idaho. En el año 2010 tenía una población de 100 habitantes y una densidad poblacional de 3492.1 personas por km².

## Geografía
Huetter se encuentra ubicado en las coordenadas 47°42′14″N 116°50′56″O / 47.70389, -116.84889. Según la Oficina del Censo, la localidad tiene un área total de 0 km² (0 mi²), de la cual 0 km² (0 mi²) es tierra y 0 km² (0 mi²) (0.0 %) es agua.

## Demografía
En el 2000 la renta per cápita del hogar era de $21 250, y el ingreso promedio para una familia era de $22 083. En 2000 los hombres tenían un ingreso per cápita de $28 750 contra $51 250 para las mujeres. El ingreso per cápita para la localidad era de $9121. Alrededor del 30.9 % de la población estaba bajo el umbral de pobreza nacional.